# Schöningen

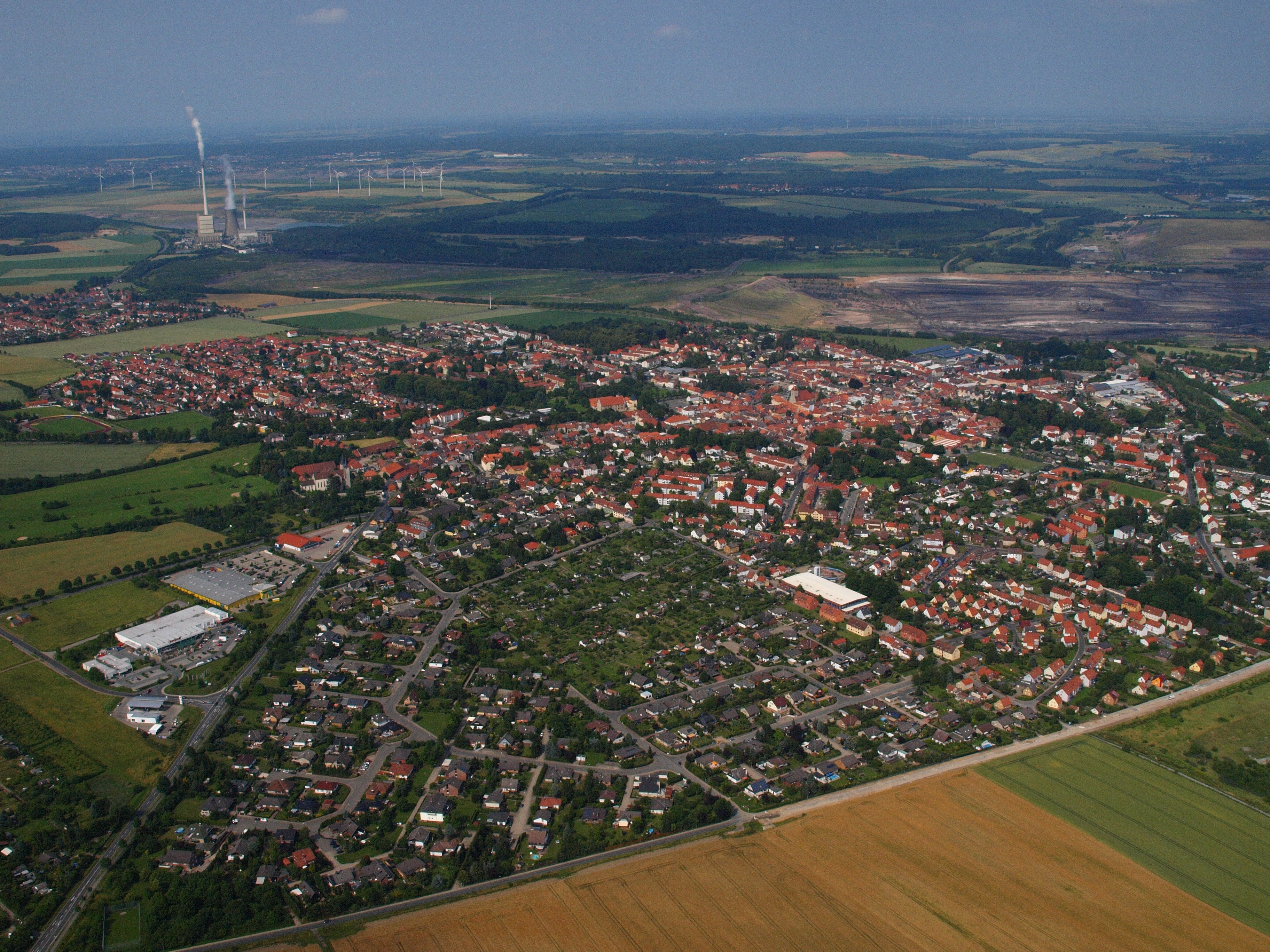

Schöningen är en stad i Landkreis Helmstedt i förbundslandet Niedersachsen i Tyskland.